# Gym Class
Gym Class è un singolo del rapper statunitense Lil Peep, pubblicato il 30 marzo 2016.

## Antefatti
La cover art del brano presenta Inari Fushimi, il personaggio principale della serie manga giapponese Inari, Konkon, Koi Iroha.
Il 16 maggio 2016, Lil Peep ha registrato un video musicale per il brano Gym Class. Il 24 maggio, Lil Peep ha pubblicato il video musicale girato nella sua residenza a Pasadena, in California, dove ha vissuto tra il 2014 e il 2016, condivisa con il rapper Brennan Savage assieme ai suoi amici Nedarb, Killstation e altri. Il video musicale è stato girato da Killstation.
Gym Class, insieme a Star Shopping e altri brani, è stato rimosso da YouTube e Soundcloud in seguito alla morte di Lil Peep a causa di problemi col copyright con il brano campionato The Ballad For the Girl On The Moon dei The Boats. Tuttavia, molti fan del rapper hanno salvato le canzoni e iniziato a ricaricarle sui siti, compreso il video musicale.
L'11 aprile 2019, dopo aver risolto i problemi con il campione utilizzato, Gym Class è stato ufficialmente ricaricato su tutti i servizi in streaming. Dopo la seconda pubblicazione del brano, la madre del rapper Liza Womack ha annunciato che il video musicale verrà ripubblicato prossimamente sul canale Youtube di Lil Peep.

## Tracce
1. Gym Class – 3:37 (testo: Gustav Åhr, Nicholas Brobak, Andrew Hargreaves, Craig Tattersall, Daniel Norbury – musica: Brobak)

## Formazione

### Musicisti
- Lil Peep – voce, testi
- Brobak – testi, produzione
- Andrew Robert Hargreaves – testi
- Craig Tattersall – testi
- Daniel Norbury – testi